# Agios Minas (Fourni)
Die griechische Insel Agios Minas (griechisch Άγιος Μηνάς (m. sg.)) ist die drittgrößte und östlichste der Fourni-Inselgruppe in der östlichen Ägäis. Die Insel ist nach einer kleinen im Südosten gelegenen Kapelle gegenüber Kamari auf Fourni benannt.
Agios Minas liegt weniger als 500 m östlich der Hauptinsel Fourni. Die Insel hat eine Fläche von 2,343 km², die höchste Erhebung im Inselnorden beträgt 210 m. In Südwest-Nordost Ausrichtung erreicht Agios Minas die maximale Länge von 3,3 km, aufgrund der stark gegliederten Küstenlinie variiert die Breite zwischen 250 m und 1,1 km. Etwa 170 m südlich liegt das Inselchen Mikros Agios Minas.
Nach der Volkszählung 2011 hatte Agios Minas drei Einwohner. Die nichtstaatliche Organisation Archipelagos - Institute of Marine Conservation betreibt seit Herbst 2003 eine Marikultur, um mit der Zucht und Kultur verschiedener Meerestiere zu experimentieren. Daneben werden auch alternative Methoden und deren Auswirkungen auf marine Ökosysteme untersucht.
| Jahr      | 1940 | 1951 | 1961 | 1971 | 1981 | 1991 | 2001 | 2011 |
| --------- | ---- | ---- | ---- | ---- | ---- | ---- | ---- | ---- |
| Einwohner | 1    | 1    | 2    | 2    | –    | 3    | 3    | 3    |

Auf Agios Minas bestimmen charakteristische Phrygana-Bestände mit Genista acanthoclada, Centaurea spinosa und Sarcopoterium spinosum sowie niedrige Macchie mit Pistacia lentiscus und Juniperus phoenicea das Landschaftsbild.
Von der Insel sind die drei Reptilienarten Laudakia stellio, Ablepharus kitaibelii sowie die Schlangenaugen-Eidechse Ophisops elegans bekannt.